# Pisces Iscariot
Albums de The Smashing Pumpkins
Siamese Dream
(1993) Mellon Collie and the Infinite Sadness
(1995)
Pisces Iscariot est un disque des Smashing Pumpkins sorti en 1994. Il est essentiellement constitué d'un assemblage d'enregistrements réalisés pendant la production des disques précédents. Il comprend également des reprises (de Fleetwood Mac et The Animals) ainsi que des pistes précédemment disponibles sur la face B de singles.
Il n'est pas considéré comme l’un de leurs albums à part entière.

## Pistes de l'album
1. Soothe – 2:36
2. Frail and Bedazzled – 3:17
3. Plume – 3:37
4. Whir – 4:10
5. Blew Away – 3:32
6. Pissant – 2:31
7. Hello Kitty Kat – 4:32
8. Obscured – 5:22
9. Landslide – 3:10
10. Starla – 11:01
11. Blue – 3:19
12. Girl Named Sandoz – 3:34
13. La Dolly Vita – 4:16
14. Spaced – 2:24